# Neon Trees
Neon Trees é uma banda de rock alternativo norte-americana formada em Provo, Utah. Eles abriram apresentações em uma turnê dos The Killers em 2008 e, pouco tempo depois, assinaram com a gravadora Mercury. Eles lançaram seu álbum de estreia, Habits, em 2010; o primeiro single do disco, "Animal", alcançou a décima terceira posição na Billboard Hot 100. Apesar disso, Habits teve como melhor posição na Billboard 200 a 113ª. Em 2012, liberaram o segundo álbum, Picture Show, cujo primeiro single, "Everybody Talks", também foi bem-sucedido na parada dos Estados Unidos, tendo como pico a sexta posição. O disco alcançou a décima sétima posição no país. Em 2013 além de vários shows por todo os Estados Unidos fizeram um turnê com a cantora Taylor Swift pela Austrália e Nova Zelândia.
Sua formação atual é composta por Tyler Glenn, Chris Allen, Branden Campbell e Elaine Bradley.
Duas de suas músicas estão presentes em trilhas sonoras de filmes, elas são "Electric Heart (Stay Forever)" e "Some Kind of Monster" que estão nos fimes Frankenweenie e Iron Man 3, respectivamente.
A série Glee já performou dois singles seus: Animal e Everybody Talks.
Em 22 de Abril de 2014, a banda lançou o álbum Pop Psychology, com o single Sleeping With a Friend que alcançou a posição 39 no Hot 100 da Billboard. O álbum estreou em primeiro lugar no Top Rock Albums Chart. Inclui também os singles I Love You (But I Hate Your Friends), Voices In The Halls e First Things First, todas com videoclipes lançados.
Recentemente em entrevista à revista Rolling Stone o vocalista Tyler Gleen revelou ser homossexual e deu detalhes sobre a aceitação por parte da família e dos outros integrantes da banda. O vocalista também contou que sua decisão de mostrar quem realmente é foi o que provocou as mudanças no novo álbum e na visual da banda como o seu emblema. A banda também iniciou a Pop Psychology Tour pelos EUA para divulgar o álbum.